# Nimu Spacecat
Sofía Magalí Santillán (Argentina, 13 de mayo de 1998), conocida popularmente como Nimu Spacecat o simplemente Nimu, es una streamer y ex VTuber argentina.
Es una de las VTubers no japonesas con más suscriptores y la primera VTuber hispanoamericana en alcanzar la cifra de un millón de suscriptores en YouTube.

## Carrera
Su página de Facebook fue creada el 16 de octubre de 2019 y se unió a Instagram el 14 de febrero de 2020. Su cuenta de Twitter fue creada más tarde en abril de 2020, con su primer tuit publicado el 23 de abril. Inició sus actividades el 13 de febrero de 2020 en Facebook con su primera transmisión. En abril de 2021, Nimu hace su primera transmisión en Twitch, abandonando Facebook como plataforma de transmisión y modificando su formato para dar prioridad a reacciones, dejando las transmisiones de videojuegos a un segundo plano.[cita requerida]
El 20 de diciembre de 2024, Nimu reveló su cara oficialmente.

## Avatar
El personaje de Nimu requiere de la tecnología para cobrar vida. Su avatar parte de un modelo 2D, dibujado por un artista contratado por la propia VTuber, y este pasó por el programa Live2D para darle animación y movimiento. Según la VTuber chilena Lunaria Ayaren: “El dibujo se separa en capas, un mechón de pelo, la pupila, el brazo, las piernas, todo se separa en capas y luego se unen en el programa con la animación”. Una vez que el personaje está diseñado y animado cobra vida de nuevo mediante la tecnología. El personaje detecta los movimientos faciales de una persona real a través de una webcam y los imita. Para ello utiliza los programas FaceRig y PrPrLive.
En sus presentaciones en persona, Nimu ha ocultado su rostro de diversas formas. En presentaciones y transmisiones recientes, suele usar una caja de cartón con la forma del "gatito espacial", un casco y una mascarilla que solo deja ver sus ojos y cabello.

## Hitos
A comienzos de agosto de 2020, su canal de YouTube sobrepasó en suscriptores a un grupo de VTubers llamado Coloratura - Youtubers Virtuales y también acumuló cerca de 250 mil seguidores en Facebook, pasando a ser la VTuber con más suscriptores de toda Latinoamérica. En septiembre de ese mismo año, Nimu se convirtió en la primera VTuber de habla hispana en entrar al top 50 de VTubers no japoneses con más suscriptores.
Para julio de 2021, Nimu alcanza los 500 mil seguidores en Twitch, mientras que en septiembre alcanza el millón de seguidores en dicha plataforma, así como también en TikTok. Para noviembre del mismo año, su canal de YouTube alcanza el millón de suscriptores, siendo la primera vtuber latinoamericana en lograrlo.
En mayo de 2022, Nimu fue invitada al Twitch Rivals Ultimate Challenge, celebrado en Barcelona.
El 1 de junio de 2022, Nimu fue invitada a participar en el partido de "Amigos de Ibai vs Cupra Barca" organizado por Cupra, el cual se emitió en el canal de Twitch de Ibai Llanos y fue jugado en el Camp Nou.
En diciembre de 2022, Nimu recibió el premio de plata como «Streamer revelación» en la quinta edición de los Coscu Army Awards, con Iván «Spreen» Buhajeruk a cargo de la entrega.

## Premios y nominaciones
| Año  | Premio                | Categoría                 | Resultado | Ref.   |
| ---- | --------------------- | ------------------------- | --------- | ------ |
| 2021 | Premios Martín Fierro | -                         | Nominada  | [ 13 ] |
| 2022 | Coscu Army Awards     | Streamer revelación       | Ganadora  | [ 12 ] |
| 2023 | Premios Esland        | Vtuber del año            | Nominada  | [ 14 ] |
| 2023 | Premios Cleopatra     | Streamer femenina del año | Ganadora  |        |
| 2023 | Vyond Choice Awards   | Vtuber Favorita           | Ganadora  |        |

### Estadísticas
Los contenidos de este artículo provienen del artículo Nimu Spacecat en Wiki YouTuber Virtual,  un wiki externo, publicado bajo licencia Creative Commons Atribución-Compartir igual.
- Datos: Q109564558